# Incarnaat

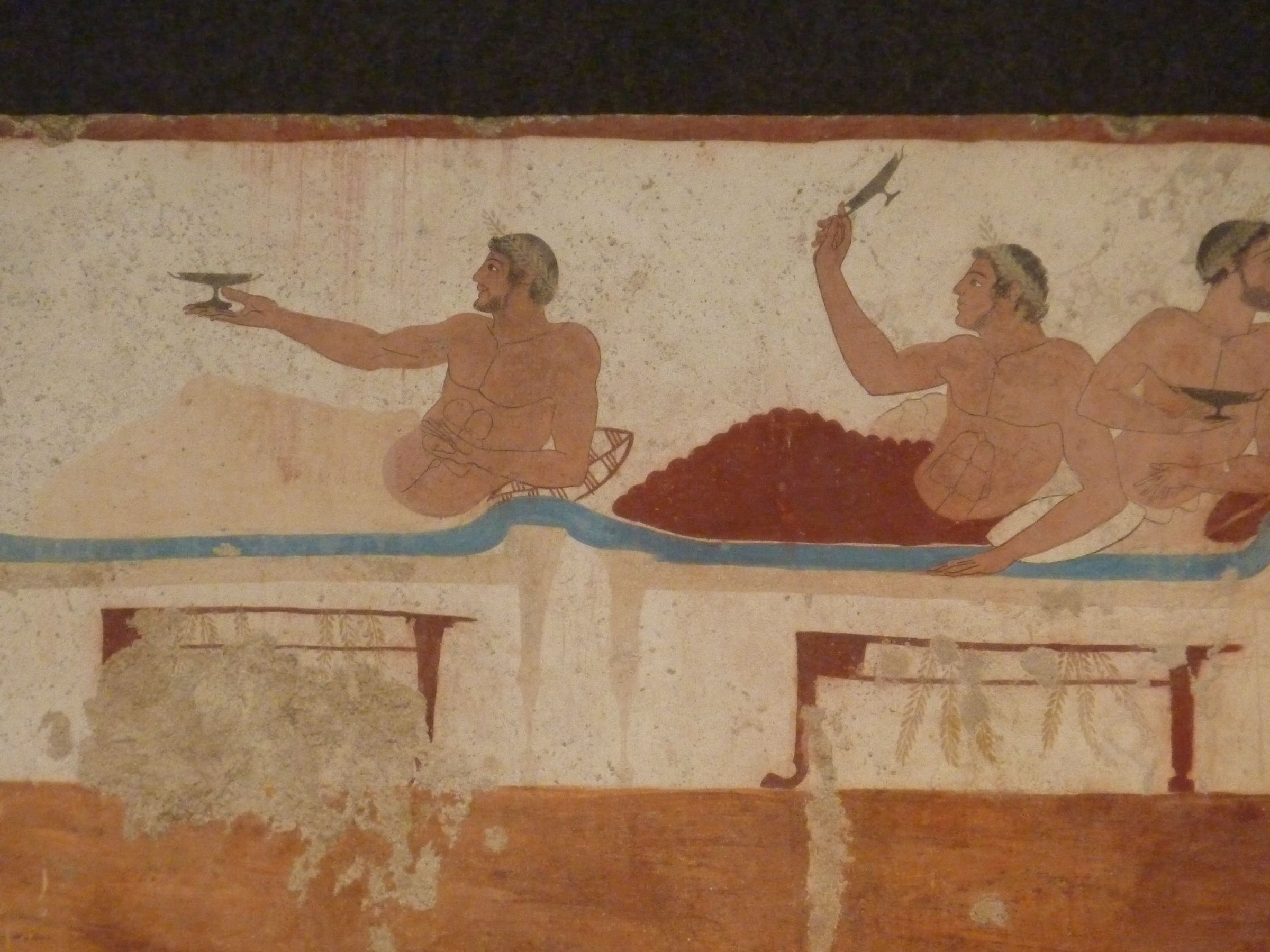
Paestum, Detail van een muurschildering uit het 'Graf van de duiker', ca. 480 V. Chr, Incarnaat in de Griekse schilderkunst.

Incarnaat is een term uit de schilderkunst en kunstgeschiedenis. De term stamt uit het Kerklatijn waar incarnatus ‘vleesgeworden’ betekent zoals in de tekst van de geloofsbelijdenis: ‘... et incarnatus est ...’. Hiervan afgeleid spreekt men in de medische wereld over een unguis incarnatus een in het vlees gegroeide nagel en in de schilderkunst over het ‘incarnaat’ voor de huidpartijen op een schilderij.
Het correct weergeven van huidtinten en lichtschakeringen op de huid werd gezien als een van de moeilijkste opdrachten van een schilder. Een van de redenen hiervoor is dat de lichamelijke kenmerken door de toeschouwer nauwkeuriger zullen bestudeerd worden dan bijvoorbeeld de draperingen omdat we gewoon zijn in het dagelijks leven bepaalde kenmerken van een persoon zoals ouderdom, gezondheid, emoties en dergelijke, af te leiden uit het aspect van de huid. Bovendien is de huid een complex gegeven: de huidtint is, ook al lijkt hij monochroom, toch het resultaat van een aantal subtiele nuances van kleur en van aspect. Bovendien is de huid noch opaak noch doorzichtig, maar heeft ze iets van beide wat tot complexe lichteffecten op de huid resulteert.

## Incarnaat in tempera

Sandro Botticelli, De Geboorte van Venus, ca. 1486, Uffizi. Voorbeeld van tempera over verdaccio einde 15e eeuw.

Voor het schilderen (en onderschilderen) van de huid werden in de loop der tijden verschillende technieken gebruikt. De Byzantijnen gebruikten de term andreikelon (ἀνδρείκελον of άνδρείχελον) om de kleur van het lichaam te beschrijven. De eerste recepten zijn teruggevonden in de anonieme tekst Mappae clavicula uit de achtste eeuw. Maar ook de monnik Theophilus beschreef recepten voor huidschildering in zijn Schedula diversarum artium (1100-1120) en in het zogenoemde Schilderboek gevonden op de berg Athos (na 1300) werd veel aandacht besteed aan het correct weergeven van de huidtint. De Byzantijnen gebruiken voor het schilderen van hun iconen de tempera techniek waarbij de pigmenten worden gemengd met een organisch bindmiddel, meestal een mengsel van eierdooier en water. In het Athos-handschrift vindt men recepten voor het schilderen van een groene onderlaag.
De Byzantijnse schilderpraktijk werd in Italië geïmporteerd door Griekse schilders als Barnaba en Bizzamano, die zich in de twaalfde eeuw in Toscane kwamen vestigen Uit die traditie stamt het Italiaanse verdaccio dat uitvoerig door Cennino Cennini beschreven weord. Het verdaccio was een monochrome onderschildering met een groen-grijze tint (groene aarde en loodwit) die gebruikt werd voor huidpartijen. Daarop werden dan verflagen met roze en oker aangebracht om door de kleurcombinatie de huidtint te realiseren. Karakteristieken van tempera zijn dat het snel droogt en dat de resulterende verflaag niet doorzichtig is. Kleurmenging kan dus niet resulteren uit de reflectie van licht op de onderlaag door de verschillende verflagen. De mengkleur moet dus bekomen worden door de bovenlagen met kleine penseelstreekjes als het ware te arceren op de vorige laag. Van op afstand gezien geeft dit de gewenste kleurenvermenging. Tempera is dus niet het ideale medium om de beoogde semi-transparantie van de huid te schilderen. De glaceertechniek is daar door haar concept uitermate voor geschikt, maar toch duurde het tot de 16e eeuw voor de olieverftechniek voor huidkleuren in Italië de tempera techniek kon verdringen.

### De evolutie in Italië

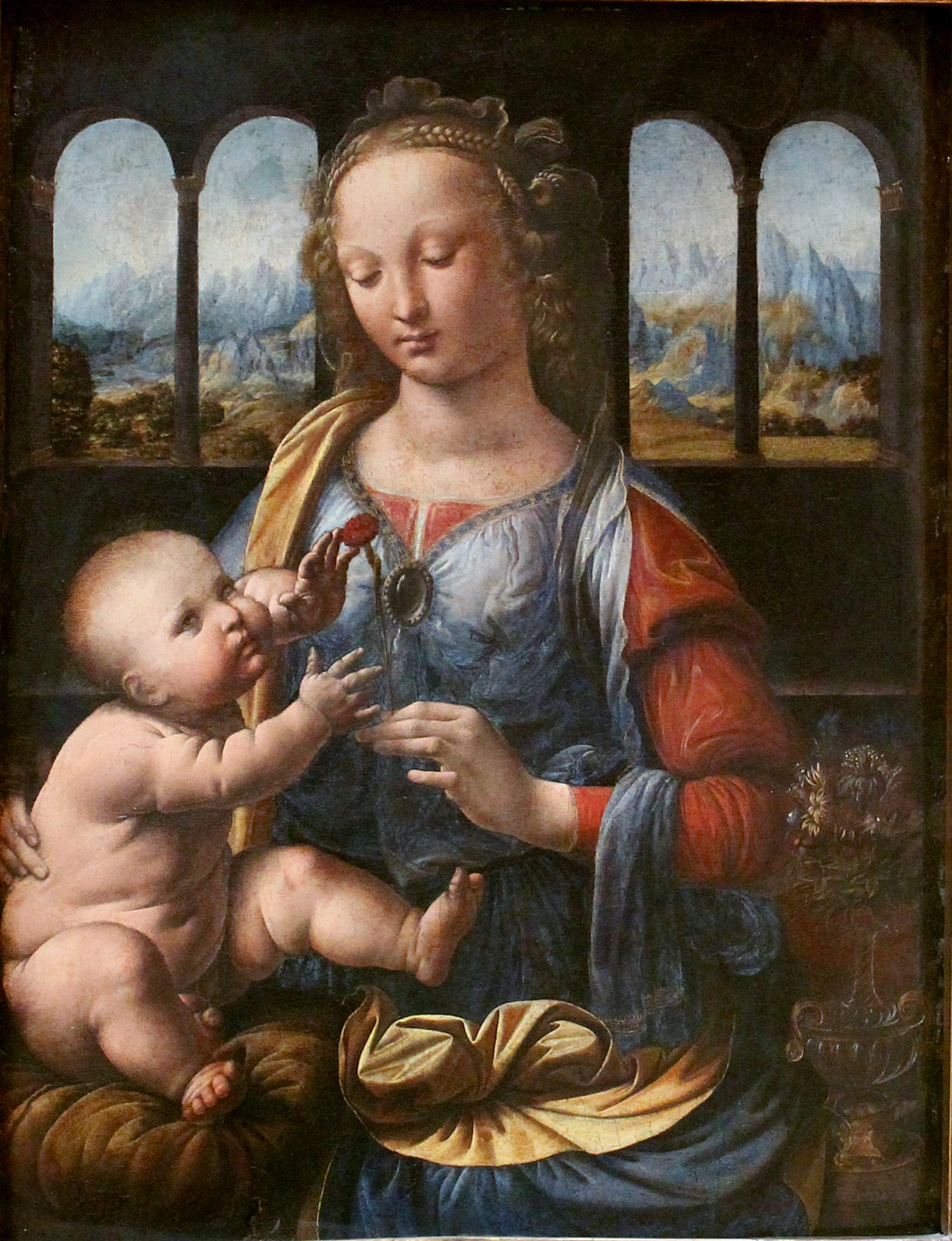
Leonardo da Vinci, Madonna met de anjer ca. 1475, Alte Pinakothek, München.

Ondanks de duidelijke voordelen van olieverf werd het medium in Italië niet gebruikt voor huidschildering tot bij het begin van de zestiende eeuw. Niettemin was olieverf al lang gekend en werd olie ook al lang gebruikt als bindmiddel, weliswaar meer ten noorden van de Alpen, maar ook in Italië.
Al van in de 14e eeuw werd olieverf gebruikt in afwerkingslagen voor het schilderen van draperingen en dergelijke. In de vijftiende eeuw ging men de verf op basis van olie al breder inzetten maar voor de huidkleuren hield men het bij tempera. Vooral in Firenze bleef de tempera techniek lang populair. De meeste werken van Botticelli en zijn atelier werden in tempera geschilderd. Sommige werken werden zelfs op de uitdrukkelijke wens van de opdrachtgever in tempera uitgevoerd door artiesten die in andere werken al wel de olieverf techniek gebruikten zoals het Combattimento di amore e castità geschilderd door Pietro Perugino in 1505 voor Isabella d'Este.
Als men dan in Italië tegen het einde van de vijftiende eeuw toch olieverf begon te gebruiken voor huidschildering gebeurde dat nog steeds op basis van de oude verdaccio techniek die ook bij het tempera schilderen gebruikt werd. De eerste schilder die met olieverf op een witte achtergrond schilderde is de bovengenoemde Pietro Perugino in het altaarstuk gekend als het Certosa Altaar, nu in de National Gallery in Londen. Ook Rafaël een leerling van Perugino, schilderde voornamelijk met notenolie als bindmiddel. Voor zijn huidpartijen gebruikte hij een witte ondergrond met dunne overschilderingen. Van Leonardo da Vinci kennen we de  Madonna met de anjer, een vroeg (ca. 1475) experiment met olieverf voor de huidkleuren. Leonardo gebruikte te veel olie in het bijwerken van de schaduwpartijen wat merkbaar is aan de rimpels in de verfhuid. In de 16e eeuw wordt de oude tempera techniek met de verdaccio ondergrond in Italië volledig verdrongen door de olieverftechniek, in navolging van wat in Vlaanderen bijna honderd jaar eerder was gebeurd.

### De evolutie buiten Italië
Ook in de Nederlanden is de tempera techniek bij de pre-eyckiaanse meesters vrij populair. Voorbeelden ervan zijn onder meer het Wilton diptiek van omstreeks 1390 dat waarschijnlijk buiten Italië werd geschilderd en de zijpanelen die Melchior Broederlam omstreeks het einde van de 14e eeuw schilderde voor het retabel van Jacob de Baerze voor de Chartreuse van Champmol, in opdracht van Filips de Stoute. Ook de tondo van Jan Maelwael, de Grote ronde piëta geschilderd omstreeks 1400 is met grote waarschijnlijkheid met dezelfde techniek geschilderd.. Maar ook hier evenals in Duitsland en Bohemen, werd overgeschakeld op olie als bindmiddel voor de draperingen en achtergronden terwijl men voor het incarnaat tempera bleef gebruiken.

## Incarnaat in olieverf

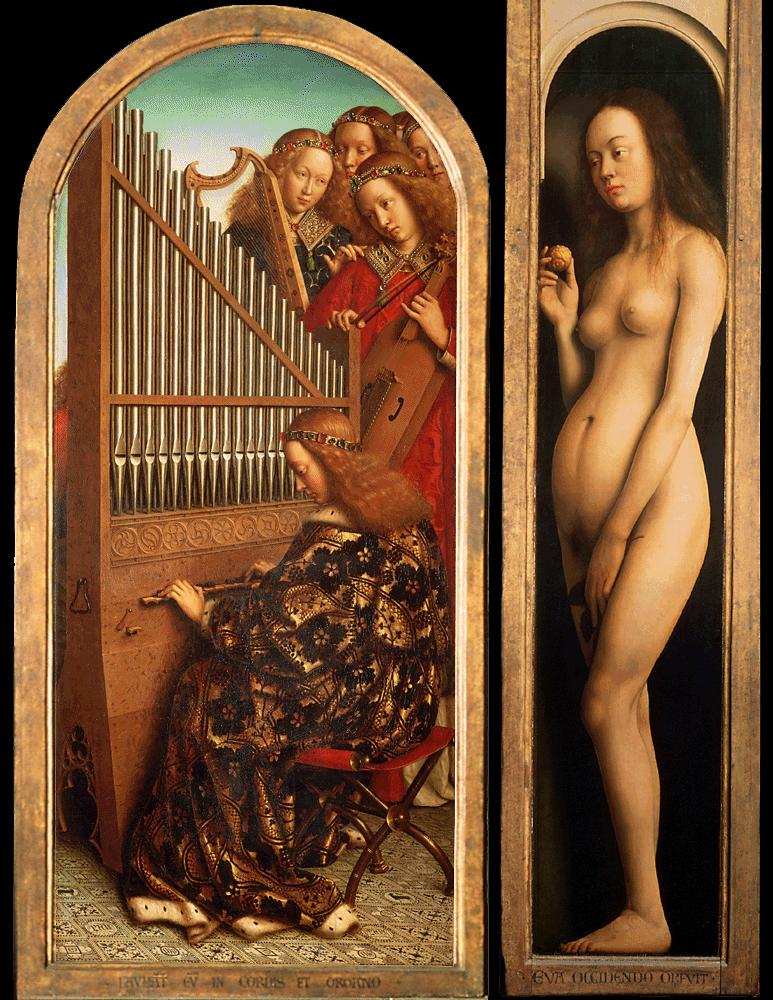
Gebroeders van Eyck, Rechterpaneel van het Lam Gods, 1432

Bij zijn bezoek aan Gent in 1517 toog Antonio de Beatis naar de Sint-Baafskathedraal om er het Lam Gods van de Gebroeders van Eyck te bewonderen en hij was, zoals blijkt uit zijn reisverslag, zeer onder de indruk: 
A la man dextra di quello [il choro] è una cappella, dove è una tavola che in li doi extremi ha due figure, a la dextra Adam et al la sinistra Eva, de statura quasi naturale et nudi, lavorati ad oglio di tanta perfectione et naturalità si de proportione di membri et carnatura come de ombratura, che senza dubio si può dire di pictura piana che sia la più bella opera Christiana.
Ook al hadden de Van Eycks het schilderen met olie als bindmiddel niet ontdekt, zoals Vasari later zou schrijven is hun werk baanbrekend geweest voor het weergeven van incarnaten met oliegebonden verf. Jan van Eyck zette de complexe techniek van het tempera schilderen volledig aan de kant en schilderde de Adam en Eva op het Lam Gods op een witgrijze achtergrond en met slechts enkele verflagen die het oppervlak bedekten zonder beroep te doen op de arceertechniek van het tempera schilderen. Hoewel Kockaert en Verrier dachten bewijzen gevonden te hebben van het gebruik van emulsie van olie met proteïne (eigeel) bleek uit latere studies dat de waargenomen ‘belletjes’ eigenlijk zeepvorming was gevormd uit de reactie van de vetzuren in de olie en de loodcomponenten en dat Van Eyck dus uitsluitend met olie als bindmiddel had gewerkt.
Wat Jan van Eyck met zijn nieuwe techniek realiseerde was vooral dat hij gebruik maakte van de transparantie van de olieverflagen  en op die manier het licht liet weerkaatsen van de reflecterende achtergrond door enkele boven elkaar geschilderde transparante lagen en op die wijze een ongekende luminositeit aan hun werk gaven.
Tijdgenoten van Jan van Eyck zoals Robert Campin en Rogier van der Weyden, gebruikten weliswaar verven op basis van olie, maar hun laagopbouw reflecteerde nog veel meer de temperatechniek. Campin, Van der Weyden en Dieric Bouts zouden ook nog tempera gebruikt hebben voor de imprimatura en de onderschildering, alleszins in een aantal van hun werken. Het is pas de volgende generatie met Hans Memling en Gerard David dat de techniek van Jan van Eyck definitief doorbreekt.